# Rodney Marks
Rodney Marks   (Geelong, 13 de març de 1968 - Estació Amundsen-Scott, 12 de maig de 2000) va ser un astrofísic australià que va morir per intoxicació per metanol mentre treballava a l'Antàrtida.

## Biografia
Marks va néixer a Geelong, Victòria, a Austràlia i va rebre la seva educació a la Universitat de Melbourne, i després va obtenir un doctorat a la Universitat de Nova Gal·les del Sud. Marks tenia la síndrome de Tourette.
Marks va ser contractat per l'Observatori Astrofísic Smithsonian per a treballar a l'Estació Amundsen–Scott en el Telescopi Submillimètric Antàrtic i Observatori Remot, en un projecte de recerca per al Centre de Recerca Astrofísica a l'Antàrtida (CARA), de la Universitat de Chicago. Estava promès amb Sonja Wolter, qui treballava a la mateixa base, fent tasques de manteniment. L'estació estava dirigida per la National Science Foundation, una agència del govern dels Estats Units, encara que en aquell moment molta feina s'havia subcontractat a la Polar Services Company de Raytheon.

## Defunció

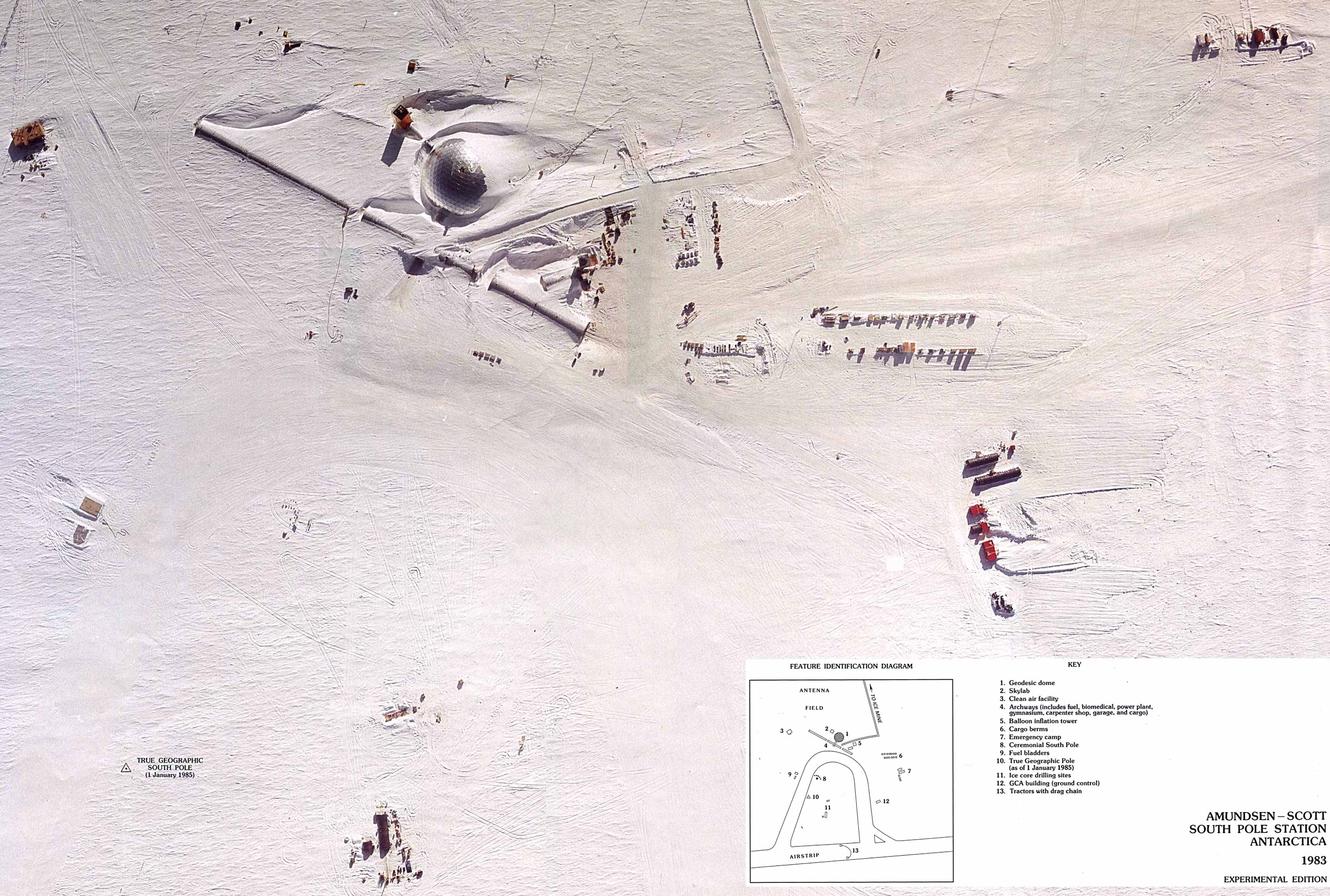
Vista aèria del pol sud i de l'antiga base, que mostra els edificis entre els quals caminava Marks quan va començar a trobar-se malament.

L'11 de maig de 2000, Rodney Marks es va trobar malament mentre caminava entre l'observatori remot i la base. El seu estat va agreujar-se progressivament durant un període de 36 hores, espai de temps en què va visitar fins a tres cops al metge de l'estació, qui va demanar assessorament via satèl·lit. Marks va acabar morint el 12 de maig, als 32 anys, abans de rebre un diagnòstic correcte.
La National Science Foundation va emetre un comunicat dient que Rodney Marks havia "mort aparentment per causes naturals, però la causa específica de la mort encara no s'ha determinat". La causa exacta de la mort de Marks no es podia determinar amb els mitjans disponibles a l'estació, havent de deixar la investigació aturada fins que el cadàver es traslladés fora de l'Antàrtida. El cas va rebre l'atenció dels mitjans com el "primer assassinat del Pol Sud", ja que el suïcidi es va considerar menys probable.

## Investigacions sobre la mort
El cos de Marks va ser mantingut durant gairebé sis mesos, durant l'hivern polar, abans de poder ser traslladat a Christchurch, Nova Zelanda; la base de les activitats estatunidenques a l'Antàrtida. Tant les autoritats dels Estats Units com les d'Austràlia van accedir a que la investigació, duta per un metge forense, es portés a terme en aquell país. L'autòpsia va establir que Marks havia mort intoxicat per metanol.
Les qüestions de jurisdicció a l'Antàrtida són complicades; la majoria de les operacions americanes dins de l'Antàrtida —inclosa la base del Pol Sud— es troben dins del territori de la Dependència de Ross reclamat per Nova Zelanda, des d'on s'envien els subministraments. El govern dels EUA no accepta la reclamació de la sobirania territorial de Nova Zelanda ni l'aplicació de la llei d'aquell país als ciutadans estatunidencs que operen al continent antàrtic. Per la seva banda, Nova Zelanda no ha mostrat oposició a la intervenció de marshals a Ross en casos de delictes que només impliquen ciutadans estatunidencs.
L'oficial de la policia de Nova Zelanda Grant Wormald va iniciar una investigació sota la direcció de Richard McElrea, el forense de Christchurch, de la que encara no s'ha dictat un veredicte formal. L'any 2006, qüestionat pels mitjans de comunicació, Wormald va explicar que: «des del meu punt de vista, és molt probable que Marks hagués ingerit el metanol sense saber-ho». També va declarar que no era creïble creure que havia begut deliberadament el metanol, quan tenia fàcil accés a alcohol. Marks s'acabava de prometre, gairebé havia enllestit un important treball acadèmic i no tenia problemes econòmics. Quan va percebre els primers símptomes de la intoxicació, l'astrofísic va buscar de seguida tractament mèdic per a una malaltia estranya, i la seva manera d'actuar no va donar motius per a sospitar d'una temptativa de suïcidi.
El policia va indicar que Raytheon i la National Science Foundation no havien cooperat en la investigació. Preguntat sobre l'informe de l'NSF que asseverava que la mort de Marks s'havia produït per causes naturals, Wormald va dir: «volíem els resultats de la investigació interna [de la NSF] i posar-nos en contacte amb les persones que l'havien dut a terme, per fer-los algunes preguntes (...) No estaven disposats a dir-nos qui havia sigut». Va afegir: «han notificat que no existeix cap informe. Per ser sincer, crec que n'hi ha quelcom més; n'hi ha d'haver», i va concloure: «no estic del tot convençut de que tota la informació i els reports hagin estat remesos a la policia de Nova Zelanda o al forense». Després d'obtenir els detalls de les altres 49 persones que operaven a la base quan es van succeir els fets, Wormald va explicar a un diari: «Sospito que hi ha hagut persones que s'han pensat dues vegades a l'hora de posar-se en contacte amb nosaltres, pensant en el seu futur laboral». El Departament de Justícia dels Estats Units tampoc no va obtenir respostes de les dues organitzacions, que semblaven no acceptar-ne la jurisdicció.
El desembre de 2006, el forense de Christchurch va reobrir la investigació, els resultats de la qual es van informar àmpliament. El pare de Marks va donar les gràcies a la policia de Nova Zelanda, per l'«àrdua tasca de tractar amb persones que, evidentment, no volen col·laborar». El gener de 2007, set anys després de la mort, el cas va tornar a ser una notícia de primera plana a Nova Zelanda, quan els documents obtinguts en virtut de la Llei de llibertat d'informació dels Estats Units van suggerir que «la investigació neozelandesa havia rebut pressions diplomàtiques». El setembre de 2008 es va publicar l'informe escrit resultant de la investigació de desembre de 2006. El forense no va trobar proves per recolzar les teories d'una broma que havia sortit malament, ni de joc brut ni de suïcidi, que validessin la tesi d'una mort accidental.
La causa de l'enverinament mortal per metanol mai s'ha determinat, i la família Marks ha perdut l'esperança d'esbrinar la veritat dels fets.

## Memorials
El pic Marks, una muntanya situada a la Barrera de gel de Ross amb una alçada de 2.600 metres (78°47′S, 160°35′E), rep el nom del científic australià. A l'Estació Amundsen–Scott s'hi va instal·lar una placa commemorativa el gener de 2001.